# Frédéric Weis
Frédéric Weis (Thionville, 22 de junho de 1977) é um basquetebolista profissional francês atualmente aposentado. Possui 2,18 m de altura e pesa 118 kg, atuava como pivô e em sua carreira pela Seleção Francesa de Basquetebol conquistou a Medalha de Prata nos Jogos Olímpicos de Verão de 2000 em Sydney.